# Kompasswagen

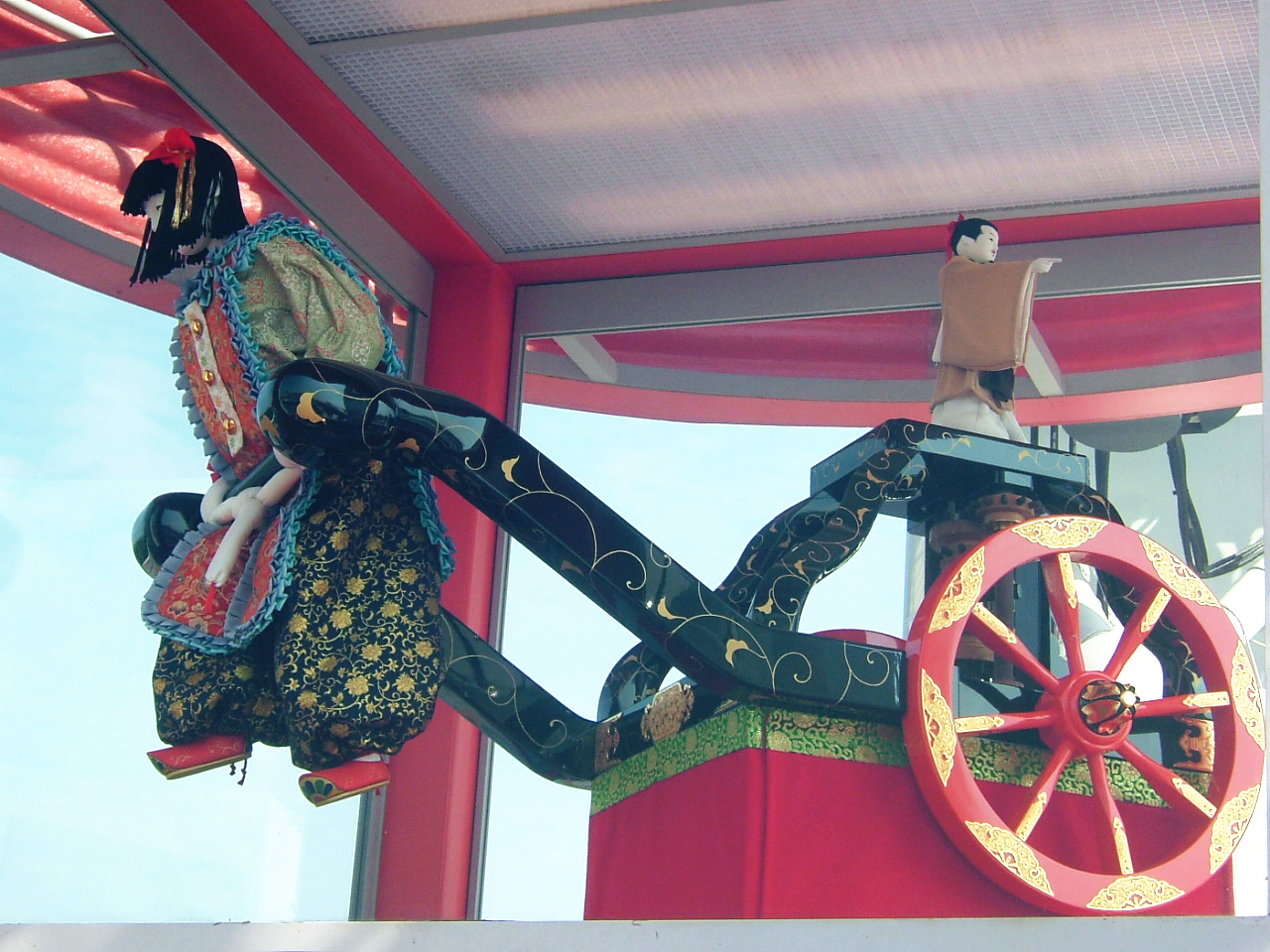
Hypothetische Nachbildung eines Kompasswagens

Als Kompasswagen wird ein antiker transportabler Richtungszeiger bezeichnet, dessen erste belegbare Konstruktion dem chinesischen Erfinder Ma Jun (um 200–265) zugeschrieben wird, obwohl schon um 2600 v. Chr. dem chinesischen Herrscher Huáng Dì der Einsatz eines solchen Gerätes nachgesagt wird. Kompasswagen sollen benutzt worden sein, um in kriegerischen Auseinandersetzungen selbst bei Nebel die Orientierung zu behalten.
Zum Mechanismus der historischen „Kompasswagen“ ist nichts näheres überliefert, außer dass „Zahnräder und Hebel“ verwendet worden seien. Die heute allgemein gebräuchliche hypothetische Rekonstruktion mit Subtraktionsgetriebe (ähnlich einem Differentialgetriebe) führte der britische Autobauer George Herbert Lanchester (Bruder von Frederick W. Lanchester) im Jahr 1947 ein.
Anders als ein Kompass wäre ein solcher Mechanismus nicht auf den Erdmagnetismus angewiesen; der praktische Nutzen als Navigationsmittel ist aber aufgrund der durch die Wegbedingungen (Unebenheiten, Radschlupf) und unvermeidliche Fertigungstoleranzen verursachten Abweichungen zweifelhaft.